# 견 (불교)
견(見, 산스크리트어: dṛṣṭi, darśana, 팔리어: diṭṭhi, 영어: view)은 심려(審慮: 심사숙고)하고 결탁(決度: 확인 판단)하는 것, 또는 심려와 결탁을 통해 형성된 견해(見解: 일반 사전적인 뜻은 어떤 사물이나 현상에 대한 자기의 의견이나 생각), 의견(意見), 주장(主張)을 말한다.  즉, 견(見)의 본질적 성질은 심려(審慮: 심사숙고)와 결탁(決度: 확인 판단)이다. 음역하여 날라사낭(捺喇捨囊) 또는 달리슬치(達利瑟致)라고도 한다.
부파불교와 대승불교 모두 견(見)이  혜(慧), 즉 반야(般若) 또는 지혜(智慧), 즉 판단작용 또는 식별력의 일종이라고 본다.
견(見)은 바른 견해나 주장인 정견(正見)과 진리에 어긋나는 잘못된 견해나 주장인 부정견(不正見) · 악견(惡見) 또는 사견(邪見)을 모두 포괄하는 개념이지만, 불교에서는 5견(五見)의 경우처럼 흔히  후자의 부정견(不正見) · 악견(惡見) 또는 사견(邪見)을 가리키는데 사용된다.
견의 분류에는 2견 · 4견 · 5견 · 7견 · 8견 · 10견 · 62견 등이 있다. 대표적인 분류로는 8견(八見)을 들 수 있다. 《구사론》에 따르면, 견은 유신견(有身見) · 변집견(邊執見) · 사견(邪見) · 계금취(戒禁取) · 견취(見取)의 5염오견(五染汚見: 5종의 그릇된 견해) 또는 5견(五見)과 세간정견(世間正見) · 유학정견(有學正見) · 무학정견(無學正見)의 3정견(三正見: 3종의 바른 견해)으로 이루어져 있으며, 이들을 통칭하여 8견(八見)이라 한다. 여기서 특기할 사항은 《구사론》에 따르면 8정도의 정견(正見: 바른 견해)이 세간정견 · 유학정견 · 무학정견의 3가지로 세분되어 정의된다는 점이다. 그리고 세간정견은 유루혜에 속하고 유학정견 · 무학정견은 무루혜에 속한다. 불교에 따르면, 무루혜의 일부라도 성취하면 성자가 된다.

## 지혜의 일종으로서의 견
《구사론》의 설일체유부의 교학에 따르면, 견(見)은 5위75법 중 심소법(心所法)의 대지법(大地法: 마음이 일어날 때면 언제나 항상 함께 일어나는 마음 작용들)에 속한 혜(慧), 즉 지혜(智慧) 즉 판단작용의 일종이다. 대승불교의 유식유가행파에서도 견(見)이 혜(慧) 즉 판단작용의 일종이라는 것에는 의견을 같이한다. 하지만 혜(慧)가 대지법과 같은 성격의 변행심소에 포함되는 것이 아니라 특별한 대상을 만났을 때만 일어나는 마음작용들의 그룹인 별경심소에 포함된다고 본다.
또한, 설일체유부에서는 부정견 또는 악견이 혜의 그릇된 상태라고 보기 때문에 5위 75법의 법체계에서 부정견 또는 악견을 별도의 법으로 설정하고 있지 않다. 이에 비해 유식유가행파는 비록 부정견 또는 악견이 혜의 그릇된 상태인 것은 맞지만 이것은 별도의 법으로 설정해도 좋을 만큼 그 세력이 뚜렷하고 강하므로 별도의 법으로 설정하는 것이 좋다고 보며, 이에 따라  5위 100법의 법체계에서 부정견 또는 악견을 번뇌심소에 속한 별도의 법으로 설정하고 있다. 이 결과 5위 100법의 법체계에서 번뇌심소 그룹은 탐(貪) · 진(瞋) · 만(慢) · 치(癡, 無明) · 의(疑) · 부정견(不正見, 惡見)의 6가지 근본번뇌로 구성되어 있다.

## 8견
《구사론》에 따르면, 견(見)에는 4그룹의 총 8가지 종류의 견, 즉 8견(八見: 5염오견과 3정견)이 있다.
1. 5견(五見: 5가지 잘못된 견해): 유신견(有身見) · 변집견(邊執見) · 사견(邪見) · 계금취(戒禁取) · 견취(見取)의 5가지 염오견(染汚見)
2. 세간정견(世間正見: 세간의 정견): 생득혜(生得慧) · 문혜(聞慧) · 사혜(思慧) · 수혜(修慧)의 4가지 유루혜(有漏慧)
3. 유학정견(有學正見: 유학의 출세간의 정견): 4향4과 중 마지막 아라한과의 성자를 제외한 4향3과의 성자들이 가지는 무루견(無漏見)
4. 무학정견(無學正見: 무학의 출세간의 정견): 4향4과 중 마지막 아라한과의 성자, 즉 아라한이 가지는 무루견(無漏見)

《구사론》에서는 이 4그룹의 견해에 대해, 비유하자면 한밤중(유루)과 한낮(무루)과 구름(번뇌)이 끼었을 때와 구름이 없을 때에 온갖 색상(色像)을 관찰하면 밝고 어둠의 차이가 있는 것과 같이, 이들 온갖 견(見)의 그 밝고 어둠이 동일하지 않다고 말하고 있다. 즉, 유신견 등의 5견의 염오견은 한밤중(유루)에 구름(번뇌)이 끼인 상태에서 색상을 보는 것이고, 세간의 정견은 한밤중(유루)에 구름(번뇌)이 없는 상태에서 색상을 보는 것이고, 출세간의 성자인 유학의 정견은 한낮(무루)에 구름(번뇌)이 끼인 상태에서 색상을 보는 것이고, 출세간의 성자인 무학 즉 아라한의 정견은 한낮(무루)에 구름(번뇌)이 없는 상태에서 색상을 보는 것이다.

## 같이 보기
- 부정견 또는 악견
- 근본무명
- 4근본번뇌 중 아견(我見)

- 3도: 견도 · 수도 · 무학도
  - 견도: 16심 · 고법지인
  - 무학도: 34심
  - 성문 수행계위: 4향4과 - 10결(= 5하분결 + 5상분결)
  - 보살 수행계위: 52위
- 현관: 4제현관 · 6현관
- 유루와 무루
- 번뇌의 해석
- 번뇌의 다른 이름
  - 개 · 결 · 계 · 구 · 구애 · 궤 · 근 · 뇌 · 누 · 박 · 상해 · 소 · 소유 · 소해 · 수면 · 수번뇌 · 악행 · 액 · 열 · 유쟁 · 쟁 · 전 · 전 · 조림 · 주올 · 취 · 치연 · 폭류 · 화
- 번뇌의 작용
- 번뇌의 분류
  - 3루
  - 4액
  - 4취
  - 4폭류
  - 5부: 견고소단 · 견집소단 · 견멸소단 · 견도소단 · 수도소단 = 견소단 + 수소단
  - 5주지번뇌
  - 견혹 + 수혹 = 견소단 + 수소단 = 미리혹 + 미사혹 = 분별기 + 구생기
  - 근본번뇌 + 수번뇌
  - 번뇌장 + 소지장
- 번뇌 = 근본번뇌 + 수번뇌
  - 근본번뇌 = 수면
    - 3근본번뇌: 탐 · 진 · 치
    - 6수면: 탐 · 진 · 만 · 무명 · 견 · 의
    - 7수면: 욕탐 · 진 · 유탐 · 만 · 무명 · 견 · 의
    - 10수면: 탐 · 진 · 만 · 무명 · 유신견 · 변집견 · 사견 · 견취 · 계금취 · 의
    - 12수면: 욕탐 · 진 · 색탐 · 무색탐 · 만 · 무명 · 유신견 · 변집견 · 사견 · 견취 · 계금취 · 의
    - 98근본번뇌(설일체유부)
      - 견혹 = 견소단 = 미리혹 = 분별기: 설일체유부의 88근본번뇌
      - 수혹 = 수소단 = 미사혹 = 구생기: 설일체유부의 10근본번뇌

    - 128근본번뇌(유식유가행파)
      - 견혹 = 견소단 = 미리혹 = 분별기: 유식유가행파의 112근본번뇌
      - 수혹 = 수소단 = 미사혹 = 구생기: 유식유가행파의 16근본번뇌

  - 수번뇌 = 전
    - 8전 · 10전 · 6번뇌구
    - 19수번뇌(설일체유부)
      - 소번뇌지법의 10가지 모두: 분 · 부 · 간 · 질 · 뇌 · 해 · 한 · 첨 · 광 · 교
      - 대불선지법의 2가지 모두: 무참 · 무괴
      - 대번뇌지법의 6가지 가운데 5가지: 방일 · 해태 · 불신 · 혼침 · 도거
      - 부정지법의 8가지 가운데 2가지: 수면 · 악작

    - 20수번뇌(유식유가행파)
      - 소수번뇌심소의 10가지 모두: 분 · 한 · 부 · 뇌 · 질 · 간 · 광 · 첨 · 해 · 교
      - 중수번뇌심소의 2가지 모두: 무참 · 무괴
      - 대수번뇌심소의 8가지 모두: 도거 · 혼침 · 불신 · 해태 · 방일 · 실념 · 산란 · 부정지
- 번뇌 = 잡염 = 유부무기 + 불선
  - 유부무기
    - 욕계의 번뇌의 일부 · 색계의 번뇌 · 무색계의 번뇌
    - 4근본번뇌(말나식의 4번뇌: 아치 · 아견 · 아만 · 아애)

  - 불선 · 악
    - 욕계의 번뇌의 대다수
    - 불선근
    - 5악 · 10악
- 번뇌 = 108번뇌 = 98수면 + 10전
- 번뇌 = 개: 5개
- 번뇌 = 결: 2결 · 3결 · 4결 · 5결 · 9결 · 10결(= 5하분결 + 5상분결) · 98결 · 108결
- 번뇌 = 구애: 3구애 · 5구애
- 번뇌 = 뇌: 3뇌
- 번뇌 = 누: 3루
- 번뇌 = 박: 3박 · 4박
- 번뇌 = 사: 7사 · 10사 · 98사 · 128사
- 번뇌 = 악행: 3악행
- 번뇌 = 취: 2취 · 4취

## 참고 문헌
- 권오민 (2003). 《아비달마불교》. 민족사.
- 운허.  동국역경원 편집, 편집. 《불교 사전》. |title=에 외부 링크가 있음 (도움말)
- 세친 지음, 현장 한역, 권오민 번역. 《아비달마구사론》. 한글대장경 검색시스템 - 전자불전연구소 / 동국역경원. |title=에 외부 링크가 있음 (도움말)
- (중국어) 星雲. 《佛光大辭典(불광대사전)》 3판. |title=에 외부 링크가 있음 (도움말)